# Agenci T.A.R.C.Z.Y. (sezon 3)
Trzeci sezon amerykańskiego serialu Agenci T.A.R.C.Z.Y. opowiada historię Phila Coulsona i grupy jego agentów, którzy rozpoczynają tajną misję stworzenia sekretnej grupy agentów Secret Warriors złożonej z przedstawicieli rasy Inhumans.
Sezon ten nawiązuje do wydarzeń z filmu Kapitan Ameryka: Wojna bohaterów.
Twórcami serialu są Jed Whedon, Maurissa Tancharoen i Jeffrey Bell. W głównych rolach występują: Clark Gregg, Ming-Na Wen, Brett Dalton, Chloe Bennet, Iain De Caestecker, Elizabeth Henstridge, Nick Blood, Adrianne Palicki, Henry Simmons i Luke Mitchell.
Emisja sezonu, składającego się z 22 odcinków, rozpoczęła się na antenie ABC na 29 września 2015 roku. W Polsce emisja rozpoczęła się 6 listopada 2015 roku na kanale Fox Polska.
3 marca 2016 roku ogłoszono zamówienie czwartego sezonu.

## Obsada
| - Clark Gregg jako Phil Coulson - Ming-Na Wen jako Melinda May - Brett Dalton jako Grant Ward i Hive - Chloe Bennet jako Daisy „Skye” Johnson - Iain De Caestecker jako Leopold „Leo” Fitz - Elizabeth Henstridge jako Jemma Simmons - Nick Blood jako Lance Hunter - Adrianne Palicki jako Bobbi Morse - Henry Simmons jako Alphonso „Mack” MacKenzie - Luke Mitchell jako Lincoln Campbell Przedstawieni w filmach - Powers Boothe jako Gideon Malick Przedstawieni w sezonie pierwszym - Adrian Pasdar jako Glenn Talbot Przedstawieni w sezonie drugim - Daz Crawford jako Kebo - Blair Underwood jako Andrew Garner - Matt Willig jako Lash Przedstawieni w sezonie trzecim - Andrew Howard jako Luther Banks - Juan Pablo Raba jako Joey Gutierrez - Constance Zimmer jako Rosalind Price - Spencer Treat Clark jako Werner von Strucker - Mark Dacascos jako Giyera - Natalia Cordova-Buckley jako Elena „Yo–Yo” Rodriguez - Alexander Wraith jako Anderson - Axle Whitehead jako J.T. James / Hellfire - John Hannah jako Holden Radcliffe | Przedstawieni w filmach - William Sadler jako Matthew Ellis - Cameron Palatas jako młodszy Gideon Malick Przedstawieni w Marvel One-Shots - Titus Welliver jako Felix Blake Przedstawieni w sezonie pierwszym - Peter MacNicol jako Elliott Randolph - Tyler Ritter jako Thomas Ward Przedstawieni w sezonie drugim - Alicia Vela-Bailey jako Alisha Whitley - Brian Patrick Wade jako Carl Creel - Raquel Gardner jako Carla Talbot - Reed Diamond jako Daniel Whitehall - Derek Phillips jako O’Brien Przedstawieni w sezonie trzecim - Dillon Casey jako Will Daniels i Hive - James Hong jako William May - Gabriel Salvador jako Lucio - Ravil Isyanov jako Anton Petrov - Bethany Joy Lenz jako Stephanie Malick - Gaius Charles jako Ruben MacKenzie - Bjorn Johnson jako Charles Hinton - Lola Glaudini jako Polly Hinton - Joel Dabney Courtney jako Nathaniel Malick - Mark Atteberry jako Kurt Vogel - Briana Venskus jako Piper - Amanda Rea jako Aida |

## Emisja
Emisja sezonu, składającego się z 22 odcinków, rozpoczęła się na antenie ABC na 29 września 2015 roku, a w Polsce 6 listopada 2015 roku na kanale Fox Polska.

### Odcinki
| №  | Nr | Tytuł                                           | Reżyseria        | Scenariusz                     | Premiera (ABC)       | Premiera w Polsce (Fox Polska) |
| -- | -- | ----------------------------------------------- | ---------------- | ------------------------------ | -------------------- | ------------------------------ |
| 45 | 1  | Prawa natury Laws of Nature                     | Vincent Misiano  | Jed Whedon Maurissa Tancharoen | 29 września 2015     | 6 listopada 2015               |
| 46 | 2  | Cel w maszynie Purpose in the Machine           | Kevin Tancharoen | DJ Doyle                       | 6 października 2015  | 13 listopada 2015              |
| 47 | 3  | Poszukiwany (Nie)człowiek A Wanted (Inhu)man    | Garry Brown      | Monica Owusu-Breen             | 13 października 2015 | 20 listopada 2015              |
| 48 | 4  | Diabły, które znasz Devils You Know             | Ron Underwood    | Paul Zbszewski                 | 20 października 2015 | 27 listopada 2015              |
| 49 | 5  | 4 722 godziny 4,722 Hours                       | Jesse Bochco     | Craig Titley                   | 27 października 2015 | 4 grudnia 2015                 |
| 50 | 6  | Ukryty pośród nas… Among Us Hide…               | Dwight Little    | Drew Greenberg                 | 3 listopada 2015     | 11 grudnia 2015                |
| 51 | 7  | Teoria chaosu Chaos Theory                      | David Solomon    | Lauren LeFranc                 | 10 listopada 2015    | 18 grudnia 2015                |
| 52 | 8  | Wiele głów, jedna historia Many Heads, One Tale | Garry Brown      | Jed Whedon DJ Doyle            | 17 listopada 2015    | 25 grudnia 2015                |
| 53 | 9  | Zamknięcie Closure                              | Kate Woods       | Brent Fletcher                 | 1 grudnia 2015       | 1 stycznia 2016                |
| 54 | 10 | Śmierć Maveth                                   | Vincent Misiano  | Jeffrey Bell                   | 8 grudnia 2015       | 1 stycznia 2016                |
| 55 | 11 | Odbicie się od dna Bouncing Back                | Ron Underwood    | Monica Owusu-Breen             | 8 marca 2016         | 15 kwietnia 2016               |
| 56 | 12 | Zdrajca The Inside Man                          | John Terlesky    | Craig Titley                   | 15 marca 2016        | 22 kwietnia 2016               |
| 57 | 13 | Złośliwa riposta Parting Shot                   | Michael Zinberg  | Paul Zbyszewski                | 22 marca 2016        | 29 kwietnia 2016               |
| 58 | 14 | Terroryści Watchdogs                            | Jesse Bochco     | Drew Greenberg                 | 29 marca 2016        | 6 maja 2016                    |
| 59 | 15 | Czasoprzestrzeń Spacetime                       | Kevin Tancharoen | Maurissa Tancharoen Jed Whedon | 5 kwietnia 2016      | 13 maja 2016                   |
| 60 | 16 | Raj utracony Paradise Lost                      | Wendey Stanzler  | George Kitson Sharla Oliver    | 12 kwietnia 2016     | 20 maja 2016                   |
| 61 | 17 | Drużyna The Team                                | Elodie Keene     | DJ Boyle                       | 19 kwietnia 2016     | 27 maja 2016                   |
| 62 | 18 | Osobliwość The Singularity                      | Garry Brown      | Lauren LeFranc                 | 26 kwietnia 2016     | 3 czerwca 2016                 |
| 63 | 19 | Nieudane eksperymenty Failed Experiments        | Wendey Stanzler  | Brent Fletcher                 | 3 maja 2016          | 10 czerwca 2016                |
| 64 | 20 | Emancypacja Emancipation                        | Vincent Misiano  | Craig Titley                   | 10 maja 2016         | 17 czerwca 2016                |
| 65 | 21 | Wybaczenie Absolution                           | Billy Gierhart   | Chris Dingess Drew Greenberg   | 17 maja 2016         | 24 czerwca 2016                |
| 66 | 22 | Ascendencja Ascension                           | Kevin Tancharoen | Jed Whedon                     | 17 maja 2016         | 24 czerwca 2016                |

## Produkcja

### Rozwój projektu
7 maja 2015 roku, stacja ABC zamówiła trzeci sezon serialu, który składać ma się z 22 odcinków.

### Casting
W maju 2015 roku potwierdzono, że Clark Gregg jako Phil Coulson, Chloe Bennet jako Daisy Johnson / Quake, Ming-Na Wen jako Melinda May, Elizabeth Henstridge jako Jemma Simmons, Iain De Caestecker jako Leo Fitz, Brett Dalton jako Grant Ward, Nick Blood jako Lance Hunter i Adrianne Palicki jako Bobbie Morse pojawią się ponownie w głównych rolach. W czerwcu 2015 roku poinformowano, że do swoich ról powrócą również Luke Mitchell jako Lincoln Campbell i Henry Simmons jako Alphonso „Mack” MacKenzie, którzy awansowali do głównej obsady w sezonie trzecim.
W lipcu 2015 roku poinformowano, że w sezonie pojawi się postać przedstawiciela rasy Inhumans o imieniu Lash. Do obsady dołączyli także Andrew Howard jako Banks i Constance Zimmer w nieznanej roli. W tym samym miesiącu potwierdzono, że Blair Underwood powróci w roli Andrew Garnera. W sierpniu 2015 roku poinformowano, że Matt Willig zagra Lasha, a Juan Pablo Raba przedstawiciela rasy Inhumans o imieniu Joey. We wrześniu 2015 roku ujawniono, że Zimmer zagra Rosalindę Price. W październiku 2015 roku do obsady dołączył Powers Boothe jako Gideon Malick, a w listopadzie Mark Dacascos jako Giyera.
W lutym 2016 roku poinformowano, że do obsady dołączyła Natalia Cordova-Buckley jako Elena Rodriguez.

### Zdjęcia
Zdjęcia do serii rozpoczęły się pod koniec lipca 2015 roku.

## Promocja
W lipcu 2015 roku główna obsada i produkcja serialu pojawili się na panelu podczas San Diego Comic-Con International. 8 września 2015 roku pokazano zwiastun zapowiadający sezon. 23 września 2015 roku w Pacific Theater w Los Angeles odbyła się uroczysta premiera trzeciego sezonu, na której pokazano pierwszy odcinek Laws of Nature. Podczas uroczystości pojawiła się obsada i produkcja serialu. Natomiast 24 września pokazano kilkuminutową sekwencję otwierającą ten odcinek. 9 października 2015 roku serial był promowany podczas New York Comic Con, gdzie zaprezentowano przedpremierowo trzeci odcinek sezonu A Wanted (Inhu)man. Na panelu pojawili się Clark Gregg i Jeph Loeb.
Książka / Przewodnik
28 grudnia 2016 roku został wydany Guidebook to the Marvel Cinematic Universe: Marvel’s Agents of S.H.I.E.L.D. Season Three, który zawiera fakty dotyczące pierwszego sezonu serialu, porównania do komiksów oraz informacje produkcyjne. Fizycznie przewodnik zostanie wydany 16 stycznia 2018 roku w publikacji zbiorczej Marvel Cinematic Universe Guidebook: It’s All Connected.

## Powiązania z Filmowym Uniwersum Marvela
Wydarzenia
- Akcja trzeciego sezonu toczy się w III Fazie Filmowego Uniwersum Marvela – po Ant-Manie oraz nawiązuje do wydarzeń z filmu Kapitan Ameryka: Wojna bohaterów

Obsada
- Clark Gregg, który wciela się w jedną z głównych postaci serialu, Phila Coulsona, wystąpił wcześniej w filmach Iron Man (2008), Iron Man 2 (2010), Thor (2011) i Avengers (2012).
- William Sadler jako Matthew Ellis, który zagrał w filmie Iron Man 3 (2013) pojawił się gościnnie w odcinku Prawa natury[23].
- Titus Welliver jako Felix Blake pojawił się gościnnie w odcinku Watchdogs. Aktor wcielił się w tę postać wcześniej w filmie krótkometrażowym Przedmiot 47[24].

Inne
- W przerwie trzeciego sezonu zostanie wyemitowany drugi sezon innego serialu związanego z FUM, Agentka Carter z Hayley Atwell w roli głównej.
- Odcinek Złośliwa riposta jest wprowadzeniem do anulowanego spin-offu serialu zatytułowanego Marvel’s Most Wanted, w którym swoje role powtórzą Adrianne Palicki jako Bobbi Morse i Nick Blood jako Lance Hunter[50].
- W odcinku Watchdogs pojawia się nawiązanie do broni wynalezionej przez Howarda Starka, „nitrominy”, która pojawiła się w pierwszym sezonie serialu Agentka Carter[51]. W tym odcinku zostaje wspomniana też wojna gangów w Hell’s Kitchen z drugiego sezonu serialu Marvel’s Daredevil oraz nawiązanie do anulowanego serialu Marvel’s Damage Control[52].

## Odbiór

### Oglądalność
| #  | Tytuł                  | Oryginalna emisja    | Widzowie (w milionach) | Widzowie DVR (w milionach) | Widzowie razem (w milionach) |
| -- | ---------------------- | -------------------- | ---------------------- | -------------------------- | ---------------------------- |
| 1  | Laws of Nature         | 29 września 2015     | 4,90                   | 2,96                       | 7,86                         |
| 2  | Purpose in the Machine | 6 października 2015  | 4,32                   | 2,92                       | 7,24                         |
| 3  | A Wanted (Inhu)man     | 13 października 2015 | 2,74                   | 2,48                       | 6,22                         |
| 4  | Devils You Know        | 20 października 2015 | 3,85                   | 2,54                       | 6,39                         |
| 5  | 4,722 Hours            | 27 października 2015 | 3,81                   | 2,59                       | 6,40                         |
| 6  | Among Us Hide...       | 3 listopada 2015     | 3,84                   | 2,64                       | 6,48                         |
| 7  | Chaos Theory           | 10 listopada 2015    | 3,49                   | 2,37                       | 5,86                         |
| 8  | Many Heads, One Tale   | 17 listopada 2015    | 3,60                   | 2,69                       | 6,29                         |
| 9  | Closure                | 1 grudnia 2015       | 3,84                   | 2,62                       | 6,46                         |
| 10 | Maveth                 | 8 grudnia 2015       | 3,85                   | 2,16                       | 6,01                         |
| 11 | Bouncing Back          | 8 marca 2016         | 3,52                   | 2,43                       | 5,95                         |
| 12 | The Inside Man         | 15 marca 2016        | 2,94                   | 2,24                       | 5,18                         |
| 13 | Parting Shot           | 22 marca 2016        | 2,88                   | 2,31                       | 5,19                         |
| 14 | Watchdogs              | 29 marca 2016        | 3,20                   | 2,19                       | 5,39                         |
| 15 | Spacetime              | 5 kwietnia 2016      | 2,81                   | 2,33                       | 5,14                         |
| 16 | Paradise Lost          | 12 kwietnia 2016     | 3,01                   | 2,19                       | 5,20                         |
| 17 | The Team               | 19 kwietnia 2016     | 2,85                   | 2,03                       | 4,89                         |
| 18 | The Singularity        | 26 kwietnia 2016     | 3,22                   | 2,16                       | 5,38                         |
| 19 | Failed Experiments     | 3 maja 2016          | 2,92                   | 2,10                       | 5,02                         |
| 20 | Emancipation           | 10 maja 2016         | 2,93                   | 2,03                       | 4,96                         |
| 21 | Absolution             | 17 maja 2016         | 3,03                   | 1,95                       | 4,98                         |
| 22 | Ascension              | 17 maja 2016         | 3,03                   | 1,95                       | 4,98                         |

### Krytyka w mediach
W serwisie Rotten Tomatoes krytycy przyznali wynik 100% ze średnią ocen 8,2/10.

### Nagrody i nominacje
| Rok  | Ceremonia                      | Kategoria                                            | Nominowani           | Rezultat  | Przypis |
| ---- | ------------------------------ | ---------------------------------------------------- | -------------------- | --------- | ------- |
| 2015 | TVLine’s Performer of the Week | Występ w odcinku Prawa natury                        | Iain De Caestecker   | Wygrana   | [ 96 ]  |
| 2015 | TVLine’s Performer of the Week | Występ w odcinku 4 722 godziny                       | Elizabeth Henstridge | Wygrana   | [ 97 ]  |
| 2016 | Kids’ Choice Awards            | Ulubiony rodzinny serial telewizyjny                 | Agenci T.A.R.C.Z.Y.  | Nominacja | [ 98 ]  |
| 2016 | Kids’ Choice Awards            | Ulubiona aktorka telewizyjna                         | Chloe Bennet         | Nominacja | [ 98 ]  |
| 2016 | Kids’ Choice Awards            | Ulubiona aktorka telewizyjna                         | Ming-Na Wen          | Nominacja | [ 98 ]  |
| 2016 | TVLine’s Performer of the Week | Występ w odcinku Złośliwa riposta                    | Adrianne Palicki     | Nominacja | [ 99 ]  |
| 2016 | Saturn                         | Najlepszy serial opowiadający o superbohaterach      | Agenci T.A.R.C.Z.Y.  | Nominacja | [ 100 ] |
| 2016 | Teen Choice Awards             | Najlepszy telewizyjny złoczyńca                      | Brett Dalton         | Nominacja | [ 101 ] |
| 2016 | California on Location Awards  | Dyrektor lokacji roku – godzinny program telewizyjny | Justin Hill          | Wygrana   | [ 102 ] |